# ماتياس أيزنبرج
ماتياس أيزنبرج (بالألمانية: Matthias Eisenberg)‏ هو عازف هاربسكورد ألماني، ولد في 15 يناير 1956 في درسدن في ألمانيا.

## وصلات خارجية
- ماتياس أيزنبرج على موقع ميوزك برينز (الإنجليزية)
- ماتياس أيزنبرج على موقع أول ميوزيك (الإنجليزية)
- ماتياس أيزنبرج على موقع ديسكوغز (الإنجليزية)